# Дипломатически мисии в Коморските острови
Това е списък на дипломатическите мисии на Коморските острови. В столицата Морони са разположени 3 посолства. Други 26 държави има акредитирани посланици.

## Посолства в Морони
| - Китай - Либия - Франция - Република Южна Африка |

## Консулство вМутсамуду
- Франция (вице консулство)

## Почетни консулства
- Италия
- Мавриций

## Акредитирани посланици
| - Аржентина (Найроби) - Австралия (Порт Луи) - Австрия (Найроби) - Великобритания (Порт Луи) - Германия (Антананариво) - Египет (Дар ес Салаам) - ЕС (Порт Луи) - Индия (Дар ес Салаам) - Италия (Дар ес Салаам) - Замбия - Зимбабве - Канада (Дар ес Салаам) - Кипър (Претория) | - Куба (Хараре) - Мексико (Ню Йорк) - Полша (Дар ес Салаам) - Португалия (Претория) - САЩ (Порт Луи) - Сърбия (Ню Йорк) - Танзания (Мапуто) - Тунис (Адис Абеба) - Финландия (Дар ес Салаам) - Нидерландия (Дар ес Салаам) - Чехия (Найроби) - Швеция (Найроби) - Япония (Антананариво) |